# 화엄경 약찬게
화엄경 약찬게(華嚴經 略纂偈)는 방대한 화엄경을 용수보살이 줄인 게송이다. 원래 이름은 <대방광불화엄경 용수보살약찬게>이다. 이걸 줄여서 <화엄경 약찬게>라고 가장 많이 쓴다. 더 줄여서 <약찬게>라고도 한다.
<대방광불화엄경 용수보살약찬게>를 직역하면, 크고 넓고 올바른 부처님의 화엄경을 용수보살이 찬탄한 게송이라는 뜻이다.
사찰에서 음력 1일~3일에 신중기도를 하는데, 이때 꼭 쓰인다. 신중(불법을 지키는 신의 무리)을 다른 말로 화엄성중이라고도 하는데, 뜻은 화엄경에 나오는 성스러운 호법신의 무리라는 뜻이다.
신중기도에 <화엄경 약찬게>가 쓰이는 이유는 아래 전문에서도 보이듯이 화엄성중 이름을 열거하고 있기 때문이다. 화엄경 약찬게를 외우면 화엄성중들이 덩실덩실 춤을 춘다는 말도 있다.
예불의식 경전의 하나로 이러한 경전으로는 예불문, 이산혜연선사 발원문, 반야심경, 천수경, 정근, 금강경, 상단권공, 중단권공(신중청), 화엄경 약찬게 등이 있다.

## 전문
대방광불화엄경 용수보살약찬게
나무화장세계해 비로자나진법신

현재설법노사나 석가모니제여래
과거현재미래세 시방일체제대성

근본화엄전법륜 해인삼매세력고
보현보살제대중 집금강신신중신

족행신중도량신 주성신중주지신
주산신중주림신 주약신중주가신

주하신중주해신 주수신중주화신
주풍신중주공신 주방신중주야신

주주신중아수라 가루라왕긴나라
마후라가야차왕 제대용왕구반다

건달바왕월천자 일천자중도리천
야마천왕도솔천 화락천왕타화천

대범천왕광음천 변정천왕광과천
대자재왕불가설 보현문수대보살

법혜공덕금강당 금강장급금강혜
광염당급수미당 대덕성문사리자

급여비구해각등 우바새장우바이
선재동자동남녀 기수무량불가설

선재동자선지식 문수사리최제일
덕운해운선주승 미가해탈여해당

휴사비목구사선 승열바라자행녀
선견자재주동자 구족우바명지사

법보계장여보안 무염족왕대광왕
부동우바변행외 우바라화장자인

바시라선무상승 사자빈신바수밀
비실지라거사인 관자재존여정취

대천안주주지신 바산바연주야신
보덕정광주야신 희목관찰중생신

보구중생묘덕신 적정음해주야신
수호일체주야신 개부수화주야신

대원정진력구호 묘덕원만구바녀
마야부인천주광 변우동자중예각

현승견고해탈장 묘월장자무승군
최적정바라문자 덕생동자유덕녀

미륵보살문수등 보현보살미진중
어차법회운집래 상수비로자나불

어련화장세계해 조화장엄대법륜
시방허공제세계 역부여시상설법

육육육사급여삼 일십일일역부일
세주묘엄여래상 보현삼매세계성

화장세계노사나 여래명호사성제
광명각품문명품 정행현수수미정

수미정상게찬품 보살십주범행품
발심공덕명법품 불승야마천궁품

야마천궁게찬품 십행품여무진장
불승도솔천궁품 도솔천궁게찬품

십회향급십지품 십정십통십인품
아승지품여수량 보살주처불부사

여래십신상해품 여래수호공덕품
보현행급여래출 이세간품입법계

시위십만게송경 삼십구품원만교
풍송차경신수지 초발심시변정각

안좌여시국토해 시명비로자나불